# 沙面小学

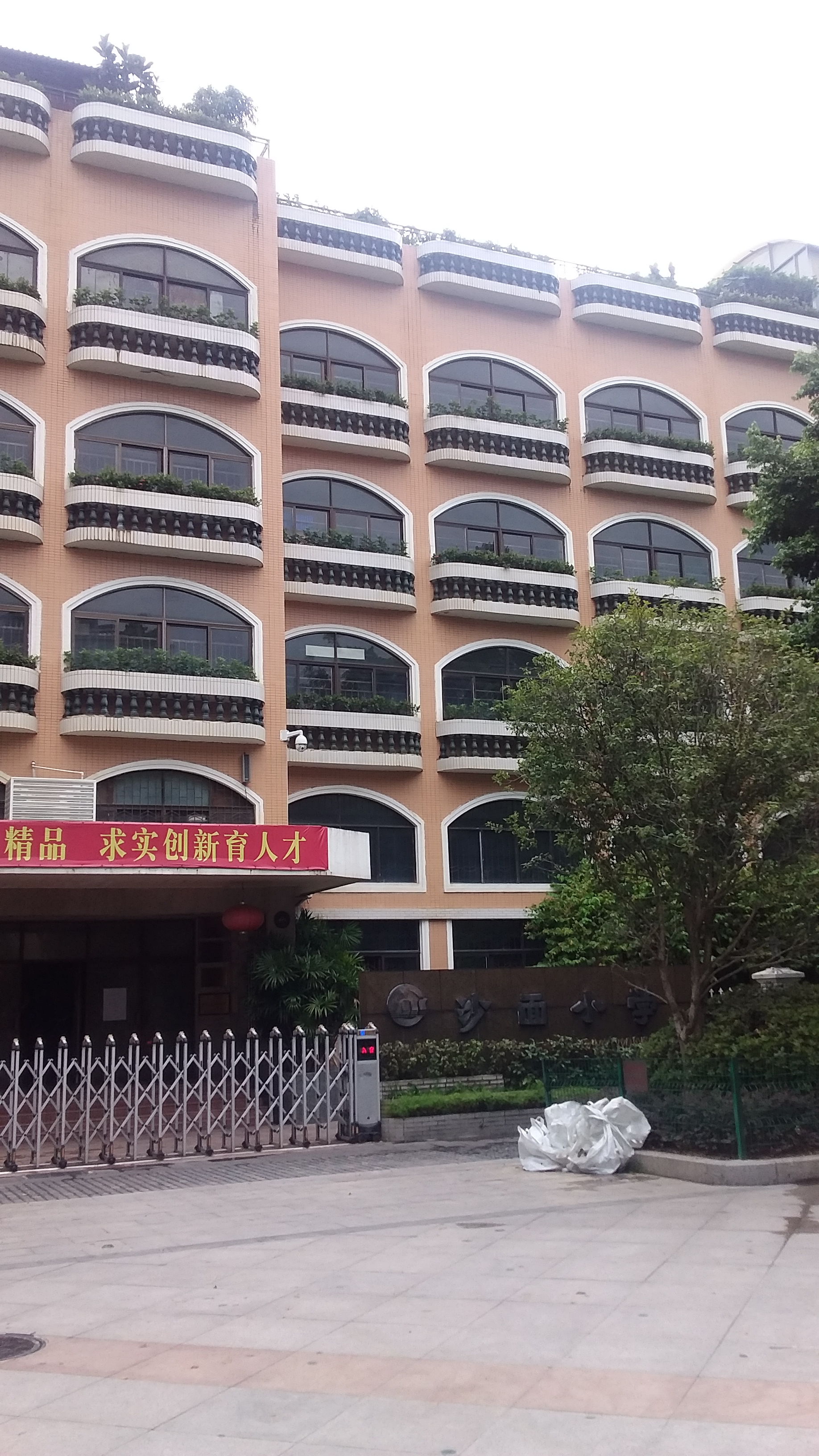
沙面小学

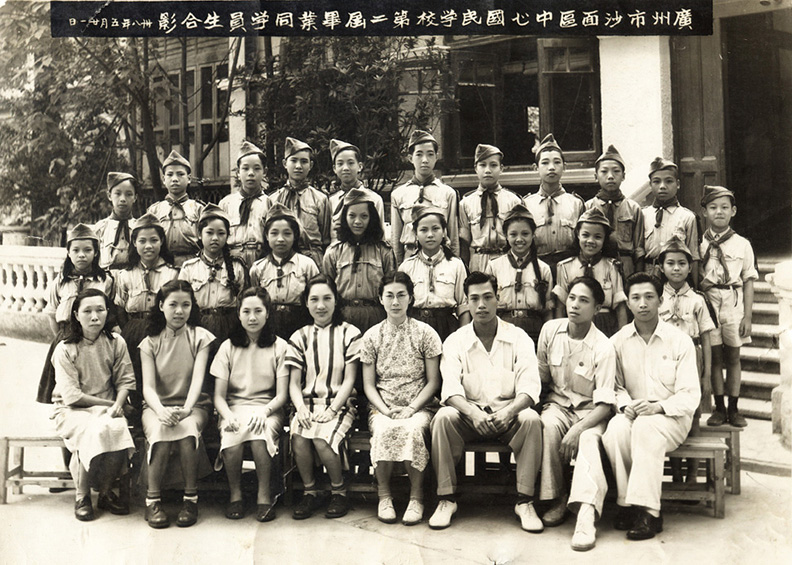
1949年國民學校第二屆畢業同學員生合影。

沙面小学，是广州市的一所区属中心小学，位于荔湾区沙面岛沙面大街。

## 历史
学校创立于1947年2月，初名广州市沙面区国民中心学校。曾名广州市第五十四小学、中心十四小学、复兴路小学、代代红小学，1972年4月用现名。1987年8月拆建新校舍，1990年建成使用。该校是广东传统体育项目学校，曾培养出多名国家级运动员。